# 基申吉
马洛朱拉·科泰什瓦尔·拉奥（Mallojula Koteswara Rao；1954年11月26日—2011年11月24日），常用化名基申吉（Kishenji，印度斯坦语發音：[kɪʃndʒiː]，或译为金尚吉）。他是印度共产党（毛主义）的政治局委员、中央军委委员。被认为是“印度毛主义运动的头号人物”。曾领导了多次袭击。

## 生平
生于特伦甘纳邦格里姆讷格尔县佩达帕里（Peddapalli）的一个贫穷家庭，这个家庭靠附近寺庙的神职勉强维生。 他的祖父和父亲是独立斗士。他的同学们记得他的名字“科塔纳”（Kotanna），并形容他“在学校时生龙活虎，充满想法”。 1973年，从瓦朗加尔的SSR学院毕业后， 他到海得拉巴的奥斯马尼亚大学读法学学士。 他的母亲马都拉玛（Madhuramma）曾用昵称“科第”（Koti）称呼他。 1974年的一个晚上，他离开家进入地下活动并加入毛派，他给母亲的最后一句话是“警察在找我，所以从今天开始，别再想我的死活。” 为追索基申吉，警察在1982年的“搜索行动”期间， 撞倒了马洛朱拉家的房子。马都拉玛听说她的儿子死亡后，流下了眼泪，她的第一句话是：“我本以为你（基申吉）远离我们会抹去母亲的眼泪。但我受了很大的打击，尽管他离开家后我有三十三年没见过他（基申吉）了。”他的哥哥安贾奈鲁（Anjaneyulu）是一家合作银行的退休员工，他说基申吉加入共产党之后，只是为了“贫穷和受压迫”的人的福祉而不断斗争，再也没有帮助过他的家人。他的弟弟马洛朱拉·维努戈帕尔成为毛派干部也有30多年了，目前是印共（毛）政治局委员。 三十多年来，基申吉和维努戈帕尔从未与母亲通讯。 基申吉娶了同为毛派的迈沙（苏亚塔），家人现在担心她的下落。 安贾奈鲁要求政府将他的遗体交给他的家人，因为家人希望见他最后一面并举行葬礼。
基申吉不认为独立于英国统治是真正的自由，他认为，这只巩固了富裕统治阶级的地位，没有给穷人和部落人民的生活带来任何有意义的改变。 他的同学说他对封建主义有强烈的厌恶感。 他的政治生涯以加入特伦甘纳运动为起点，他自愿加入了Telangana Sangarsh Samiti。随后他在特伦甘纳邦创立了激进学生会。 1974年，他成为人民战争集团的职业成员。1975年印度宣布实行紧急状态时，他决定去“地下”参加革命。他的首要动力是革命作家瓦拉瓦拉·拉奥，瓦拉瓦拉·拉奥创立了革命作家协会（Viplava Rachayitala Sangahm），在协会里营造了“政治气氛和进步环境”。 斯里·斯里 (诗人)、卡罗吉·纳拉亚纳·拉奥和瓦拉瓦拉·拉奥这样的诗人经常被他邀请到他家中。
1977年格里姆讷格尔县的贾格蒂亚尔和西尔西尔拉农民运动也由基申吉监督， 六万多农民参加了运动，基申吉说“它引发了全国性的农民起义”。 起义被视为本质上反封建的， 数年后，起义被康达帕利·西萨拉马亚评价为人民战争集团建立的基础。 基申吉被视为人民战争集团的联合创始人，并曾担任其政治局委员。
“说话温和”、“博览群书”、“了解信息技术”，而且至少能用六种语言交流，包括英语、泰卢固语、孟加拉语、印地语、桑塔利语和奥里亚语。他是一个“对媒体友好”的干部，曾形容自己是“仁慈的人，愿意原谅”。
他用过几个假名，包括Murali、Pradip、Prahlad和Vimal。 1982年至1986年，作为印度共产党（马列）人民战争的安得拉邦书记，他加强了安得拉邦的运动。1986年至1992年，他领导党在丹达卡冉亚地区的组织。1992年至2000年，在印度东北部工作，据报道，与该地的叛军进行了成功的合作。
2000年左右,他到西孟加拉邦推动该地区的武装斗争。他的影响遍及西孟加拉邦的部落腹地（通常被称为马哈尔丛林，与贾坎德邦接壤）。他成为党的东部局的重要成员。 他在2004年人民战争集团与印度毛主义共产主义中心合并为印度共产党（毛主义）的过程中发挥了关键作用， 自党成立以来他就是中央军事委员会委员。
他计划并执行了对国家武装部队的几次袭击。2010年，他计划并指挥了西孟加拉邦的锡尔达营袭击，致使24名东部边境步枪队准军事人员被枪杀，后来他将这场杀戮描述为毛派的“和平狩猎行动”，以回应印度政府的“绿色狩猎行动”。 然而，这次袭击据信是由基层的“女性指挥官”执行的，其中一位后来在西梅迪尼普尔被捕。 袭击西梅迪尼普尔的准军事部队营地后，他对记者说：
我们还没有开始（暴力），我们不会首先停止它。让我们看看中央政府是否对这个答案满意，而我们一定会配合……这是对奇丹巴拉姆“绿色狩猎行动”的回答，除非中心停止这种非人道军事行动，否则我们只有以这种方式回答中心。
在他于西孟加拉邦竞选期间，他被指责“排挤”一位据说“与他不和”的当地领导人， 2010年12月，有被捕的毛派表示，西孟加拉邦委员会委员和基申吉之间“没有裂痕”。

## 死亡
2011年11月24日，坚决行动突击营队员在1000多名中央后备警察部队人员的协助下杀害了基申吉，后者封锁了孟加拉-贾坎德边界附近西梅迪尼普尔地区的一个森林地域。基申吉在晚上9点半左右的枪战中丧生。后来他的前同事Soma Mandi和2009年被该组织俘虏的警官Atindranath Dutta来辨认他的遗体。 被捕的毛派干部泰卢固·迪帕克（Telugu Deepak）也被带到西梅迪尼普尔来辨认身份。 基申吉的尸体首先被送到贾尔格拉姆医院太平间，然后被送到梅迪尼普尔警察局太平间进行尸检。
在基申吉确认死亡后，一些地区极端激进组织、其他政治人员和家属称基申吉在被中央后备警察部队拘留期间被捕并随后被杀，中央后备警察部队总干事K·维贾伊·库马尔否认了这一指控，说这是“绝对干净的行动”。 瓦拉瓦拉·拉奥则声称“遭遇战的故事是捏造的”， 并将基申吉的死形容为“政治谋杀”。遭遇战后，警方只能出示基申吉的尸体，这引起了一些猜疑，因为基申吉总是被保镖和其他同事围绕。古鲁达斯·达什古普塔， 印度共产党（马列）领导人拉杰·库马尔·辛格（Raj Kumar Singh），社會黨领导人莫汉·辛格（Mohan Singh）， 人权活动家、玛玛塔·班纳吉任命的交涉者Choton Das， 以及奎师那·阿迪卡里（Krishna Adhikari），他们观点相同，要求印度政府官员进行公正的独立司法调查。而对基申吉遇害后出现的问题和指责，西塔拉姆·亚秋里拒绝发表见解；他说：“就法律与秩序而言，这使安全部队领先毛派一步。”
基申吉的侄女迪帕·拉奥（Deepa Rao）在瓦拉瓦拉·拉奥的陪同下，从毛派游击队员的尸体上辨认出家人，并将其带回家乡。 迪帕看到她叔叔的尸体后，指责中央后备警察部队残酷地折磨他。 瓦拉瓦拉·拉奥在检视基申吉的尸体后告诉媒体：
“自一九九一年以来，我见过他（基申吉）很多次。过去四十三年我见过许多尸体，但没有一具像这样。他们砍了他，烧了他，然后将子弹灌入了他。他的身体没有一块是没有伤的，他们拘留了他二十四小时，并虐待了他。”
《印度报》注意到，尽管警察在佩达帕里的每个入口，包括每个当地公交车站和火车站月台，对参观者进行密切监测和细致观察，仍有“数以千计”的人走进基申吉家向他的家人表示慰唁，喊着口号“基申吉永生”（Amar rahe Kishenji）、“基申吉不朽”（Kishenji Amar hai）、和“基申吉永垂不朽”（Johar Amarajeevi Kishenji）。大量毛派同情者、一些人民组织代表、公民自由活动家、艺术家、包括加达在内的歌唱家和包括瓦拉瓦拉·拉奥在内的革命作家，出席了基申吉的遗体告别仪式，并向这位毛派领导人致以最后的“拉尔萨拉姆”。 他的同学和朋友也在他的家中安慰他悲伤的母亲。 安贾奈鲁点燃了“葬礼柴堆”，由瓦拉瓦拉·拉奥宣读了来自印度共产党（毛主义）中央委员会的声明，声明中该党指认基申吉被暗杀。 此外，声明仍然坚持基申吉死于一场计划好的假遭遇战，瓦拉瓦拉·拉奥将西孟加拉邦政府的行动描述为本质上“法西斯的”，直指遭遇战发生于该邦，他甚至指控草根国大党向医生施加压力，让医生宣布基申吉不是丧生于假遭遇战。 几天后，2011年12月7日上午，验尸程序之前的基申吉尸体照片在网上泄露。
在加尔各答保护民主权利协会（Association for Protection of Democratic Rights）组织的一次集会中，瓦拉瓦拉·拉奥宣布，毛派同情者正在咨询他们的律师，试图依据印度刑法典第302条，对“涉及遭遇战者”提出谋杀指控。 基申吉的母亲还写信给加尔各答高等法院首席法官，要求对基申吉的遭遇战进行司法调查。 她说：“我的儿子信仰某些东西，他因此被谋杀，我想知道杀害他的幕后人是谁，怎样躲在幕后。我会去加尔各答高等法院，如有必要，还会去最高法院，去寻找他们这样杀死他的原因。” 前国家种姓和部落计划委员会委员B.D. Sharma将基申吉的遭遇战描述为“冷血谋杀和计划暗杀”。
……“在头部的背面，头骨（和）大脑（的一部分）缺失了”；右眼从眼眶中掉出来；下颚“缺失”；脸上有四处戳伤；在喉咙上观察到刀伤；手部骨折，一只手臂下有两处子弹伤；“左手食指的三分之一被切除”；有迹象显示肺部被子弹贯穿；右膝盖被砍；左腿的脚“被烧尽”；总之，“身体前部有超过三十个被刺刀划过般的伤口”。而且，虽然有“子弹、锐利的割伤和烧伤”，但“令人惊讶的是”“他（基申吉）的衬衫和裤子上与他身体部位相对应的部分没有痕迹”……“身体损伤程度与事发地点未受干扰的环境矛盾，引发了我们对官方说法的怀疑”。甚至， “他（基申吉）尸体身边就有一个白蚁巢”，“在所有可能的交火下未被破坏”。 事实上，即使在附近，也“没有一个白蚁巢被破坏，并且没有明显的重型步枪和迫击炮发射导致的燃烧或火灾的迹象！”
 — 民主权利组织协调会

### 印度政府任命的对话者的反应
政府任命的寻找机会启动和平进程的对话者质疑克申吉遇害的时机。作为他们观点的依据，他们强调当时的政治气氛。 基申吉遇害的消息传出后,一位高级对话者甚至表示，政府“失去”了达成停火协议的最后机会。他对《印度报》说：
“人们不能指望他们（毛派）顶着枪口来到谈判桌上。在我们一直试图达成停火谅解时，他们（毛派）似乎被告知，要么投降，要么被杀。”
对话者认为，除非政府缓和红色走廊的反暴乱行动，否则“和平谈判”就没有丝毫可能。遭遇战后，对话者决定辞去被委任的职务。 玛玛塔·班纳吉要求他们重新考虑他们的决定， 但他们决心退出，“马哈尔丛林目前的局势不允许我们（对话者）继续和平谈判。我们已经对西孟加拉邦首席部长表达了我们的无奈和无力。” 瓦拉瓦拉·拉奥对班纳吉的诚意表示关切，希望实现停火和和平进程。

### 毛派的回应
毛派曾向媒体表示，在基申吉遇害前一个月，党中央得到的消息是“他与马哈尔丛林的政治领导层保持联系并正在努力与政府向休战前进”。 毛派进一步声称，基申吉在一次假遭遇战中被疯狂地暗杀了，并对记者说，因为这次事件，他们将犹豫于参与任何“和平倡议”，他们还要求“对参与（暗杀他们的同志）的人的谋杀案要立案”。 印共（毛）西孟加拉邦委员会成员兼发言人阿卡什（Akash），从隐蔽位置给印度媒体基金会的媒体人员打电话说：“他（基申吉）被抓获时我们的人在附近，然后他被冷血杀害。我们要求对杀害我们领导人进行独立调查。”
有人提出，基申吉遇害于奥里萨邦的萨比萨切·潘达的“藏身之处”，在那之前，潘达的笔记本电脑就被控制了一小段时间，并被德里的专家仔细检查，使得他们定位了基申吉，中央后备警察部队随即执行了“针对马洛朱拉·科泰什瓦尔·拉奥的反毛派行动”。 然而，2011年12月，《外交政策》表示，情报机构的代表指出，内奸是来自西孟加拉邦的毛派最高领导人之一的马纳沙·拉姆·赫姆拉姆（Manasha Ram Hembram），别名比卡什（Bikash），他背信弃义地向军队提供关于基申吉的消息，为了两亿卢比。 但据报道，在“内部调查”之后，2013年初，印共（毛）得出的结论是，苏基特拉·马哈托（Suchitra Mahato）将基申吉所在地的信息传递给草根国大党和“联合安全部队”，导致了他的遭遇战。 一名印共（毛）西孟加拉邦委员会成员告诉媒体，“在孟加拉-贾坎德边界的一个偏远村庄，基申（Kishan）与苏基特拉和其他叛乱领导人（如比卡什和阿卡什）露营，苏基特拉一再要求基申访问宾布尔（Binpur）的村庄，说组织在那里变得虚弱，草根国大党正试图争取居民。” 比卡什力劝基申吉不要去宾布尔，因为基申吉先前访问过的宾布尔地区正受到军队的袭击；当基申吉和苏基特拉一起去宾布尔时，只有五名同志陪同，阿卡什又要求他带更多人进入该地，但是苏基特拉说服了他们，说她和“她的男人会照顾一位53岁政治局委员的安全。” 毛派在他们的“调查报告”中还表示，苏基特拉开启了基申吉的手机，而他一直在睡觉时关掉手机，防止警察追踪它。 关于基申吉毛派又透露，有几位邦委员会委员注意到基申吉的手机在夜间偶尔响起，而他也觉得这个消息很奇怪。
据《印度快报》报道，印共（毛）“内部调查委员会”报告显示，党中央已经发誓要对基申吉遇害的责任人（包括玛玛塔·班纳吉）进行报复，他们“终将受到惩罚”。
印度内政部官员相信，印共（毛）政治局委员阿南德将取代基申吉成为印共（毛）东部局首脑。印度官员认为前印共（毛）丹达卡冉亚特区委员会书记科萨已被党的中部局任命，以在基申吉遇害后为该国正在进行的毛主义运动“填补空白”。
印共（毛）出版了基申吉的传记《基申吉同志》。此书敦促毛派干部“跟随科塔纳（基申吉）同志的脚步而领导战争”，而不是哀悼杰出领导人的死亡。这本书中将基申吉之死描述为纳萨尔派的重大损失，并认为索尼娅·甘地、曼莫汉·辛格、奇丹巴拉姆、普拉纳布·慕克吉和杰伦·兰密施要为他的遇害负责。
菲律宾共产党、毛主义共产党 (意大利)、无产阶级团结协会-意大利、法国毛主义共产党、曼尼普尔毛主义共产党、支持抵抗委员会党-为共产主义（CARC）、加拿大革命共产党、斗争工人联盟-意大利、马来西亚社会主义党、奥禾洛共产主义联盟（马列毛）-哥伦比亚、革命文化知识分子论坛-尼泊尔加德满都、墨西哥阶级青年团、厄瓜多尔共产党重建委员会、共产主义青年团-奥地利、巴西人民团结和争取和平斗争中心和希腊共产党（马列），谴责基申吉遇害，并向印共（毛）表示哀悼。

## 观点
2010年1月，基申吉写了一篇长达八页的文章，并将其传真给媒体，文中他认定乔蒂·巴苏要为西孟加拉邦森林地区的“欠发达”和“由此产生的动荡”负责。 他质疑巴苏对共产主义的基本理解。他写道：
罪魁祸首是乔蒂·巴苏，他是全国共产主义运动的负面典型，这就是为什么巴苏是市侩的柴明达尔的最爱……这就是为什么若他生病，全国所有统治阶级都来探望他。
他认为布达德夫·巴塔查尔吉的策略是错误的，要为西孟加拉邦森林地区的后续主要暴力事件负责；2008年时，基申吉计划在西梅迪尼普尔消灭他。
基申吉认为虔诚军的政策是本质上“错误”和“反人类”的；他表示他们可能会考虑支持他们的一些诉求，如果虔诚军停止其“恐怖主义行为”。